# Anton Detlev von Plato
Anton-Detlev von Plato (* 6. Juni 1910 in Grabow bei Lüchow; † 12. Oktober 2001 ebenda) war ein deutscher Generalleutnant der Bundeswehr.

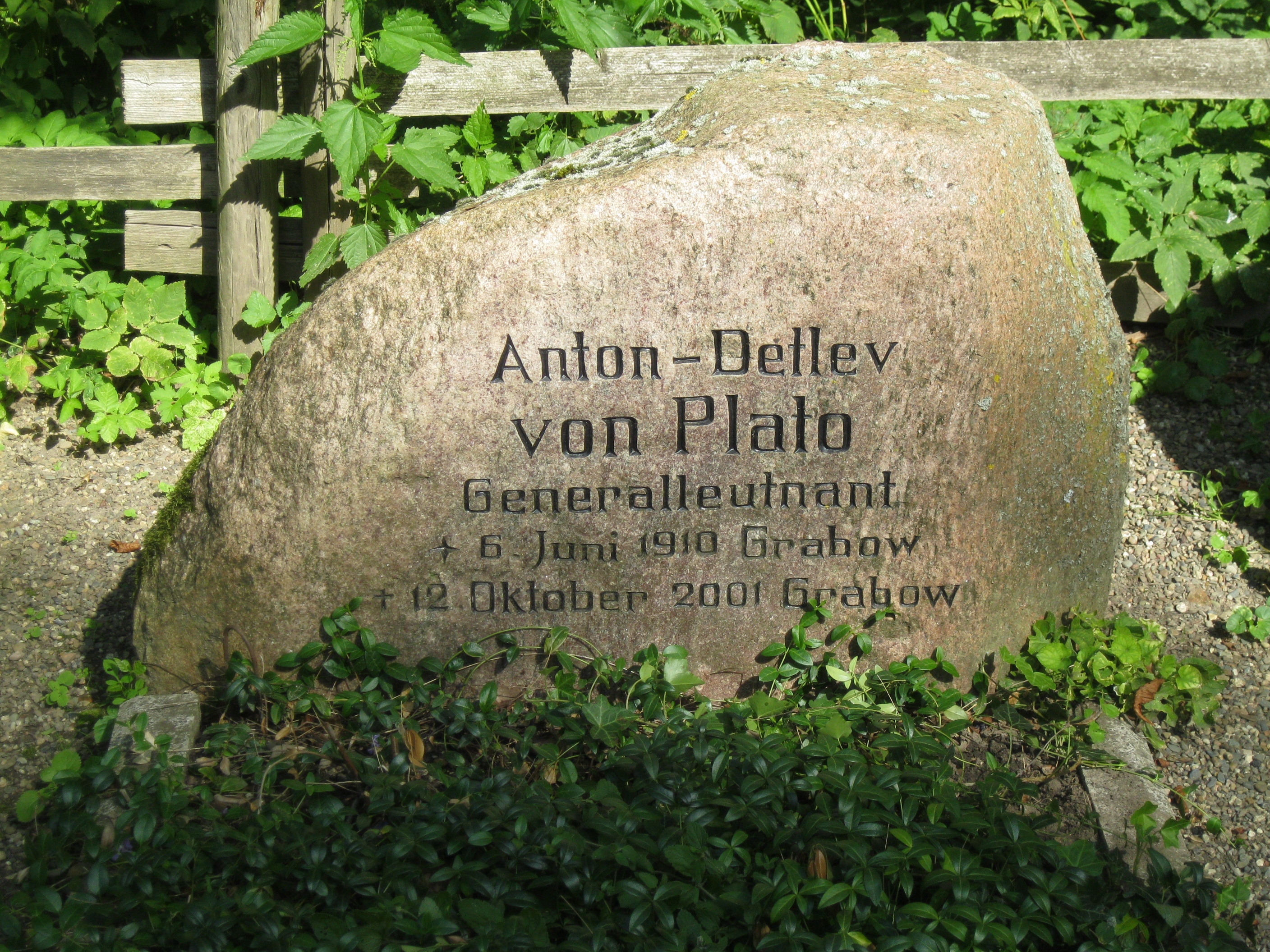
Grabstein A.D.v.Plato

## Abstammung
Der auf dem Obergut Grabow bei Lüchow geborene Anton Detlev von Plato war der Sohn des Rittergutsbesitzers Eberhard von Plato (1867–1941) und entstammt dem Adelsgeschlecht von Plato. Seine Mutter Charlotte von Plato (1879–1967) entstammte dem mecklenburgischen Uradelsgeschlecht der Grafen von Bernstorff. Sein Großvater mütterlicherseits war Graf Berthold von Bernstorff. Sein Großvater väterlicherseits, der königlich-hannoversche Hauptmann Adolf von Plato (1828–1873), war ein Cousin des württembergischen Kammerherrn und Hofmarschalls Detlev von Plato.

## Leben
Nach der Abiturprüfung am Humanistischen Gymnasium in Salzwedel trat er am 1. April 1930 in das Reiter-Regiment 14 in Ludwigslust der Reichswehr ein. 1933 zum Leutnant befördert, war von Plato Regimentsadjutant und Kompaniechef im Schützenregiment 3.
Plato absolvierte von Oktober 1940 bis Januar 1941 seine Generalstabsausbildung an der Kriegsakademie und wurde Ib der 1. Panzer-Division, 1942/43 Quartiermeister und Ia des XXXXVI. Panzerkorps sowie der 5. Panzer-Division. Von Plato beendete den Zweiten Weltkrieg als Oberst und Chef des Generalstabes des IV. Panzerkorps "Feldherrnhalle" und war im Anschluss bis 1947 in britischer Kriegsgefangenschaft.
Nach einer landwirtschaftlichen Lehre war Plato ab 1952 als Gutachter im Amt Blank tätig und wurde 1955 als Oberst in die Bundeswehr übernommen. Zunächst in einer integrierten Verwendung bei SHAPE, wurde er 1957 Lehrgruppenkommandeur an der Panzertruppenschule in Munster (Örtze). Von 1958 bis 1960 folgte eine Verwendung als Deutscher Militärischer Vertreter beim NATO-Militärkommittee in Washington, D.C., wonach er unter Beförderung zum Brigadegeneral Kommandeur der Panzertruppenschule wurde. Ab 1. Oktober 1963 kommandierte von Plato die die 1. Panzergrenadierdivision, wurde 1964 zum Generalmajor befördert und 1966–1968 erneut in integrierter Verwendung: diesmal als Chef des Stabes beim NATO-Stab NORTHAG. Zuletzt war er als Generalleutnant Befehlshaber des Kommandos Territoriale Verteidigung. Er schied mit Ablauf des März 1970 aus dem aktiven Dienst aus.